# Bogie River
Der Bogie River ist ein Fluss im Osten des australischen Bundesstaates Queensland.

## Geographie

### Flusslauf
Der Fluss entspringt in der Clark Range, etwa 60 Kilometer südlich von Bowen und fließt nach Nordosten parallel zur Küste. Er unterquert die Bowen Developmental Road bei Birralee und mündet bei Millaroo in den Burdekin River.

### Nebenflüsse mit Mündungshöhen
- Alick Creek – 272 m
- Rocky Creek – 240 m
- Pickhandle Creek – 205 m
- Reedy Creek – 200 m
- Terry Creek – 173 m
- Sundown Creek – 146 m
- Spring Creek – 127 m
- Sandy Creek – 116 m
- Abbot Creek – 108 m
- Charley Creek – 108 m
- Boundary Creek – 100 m
- Brigalow Creek – 97 m
- Bora Creek – 85 m
- Fish Creek – 79 m
- Jet Creek – 72 m
- Oaky Creek – 68 m
- Teatree Creek – 55 m
- Dingo Creek – 42 m
- Scott Creek – 41 m
- Kirknie Creek – 29 m[1]